# Клан Прімроуз

Нашоломник клану Прімроуз.

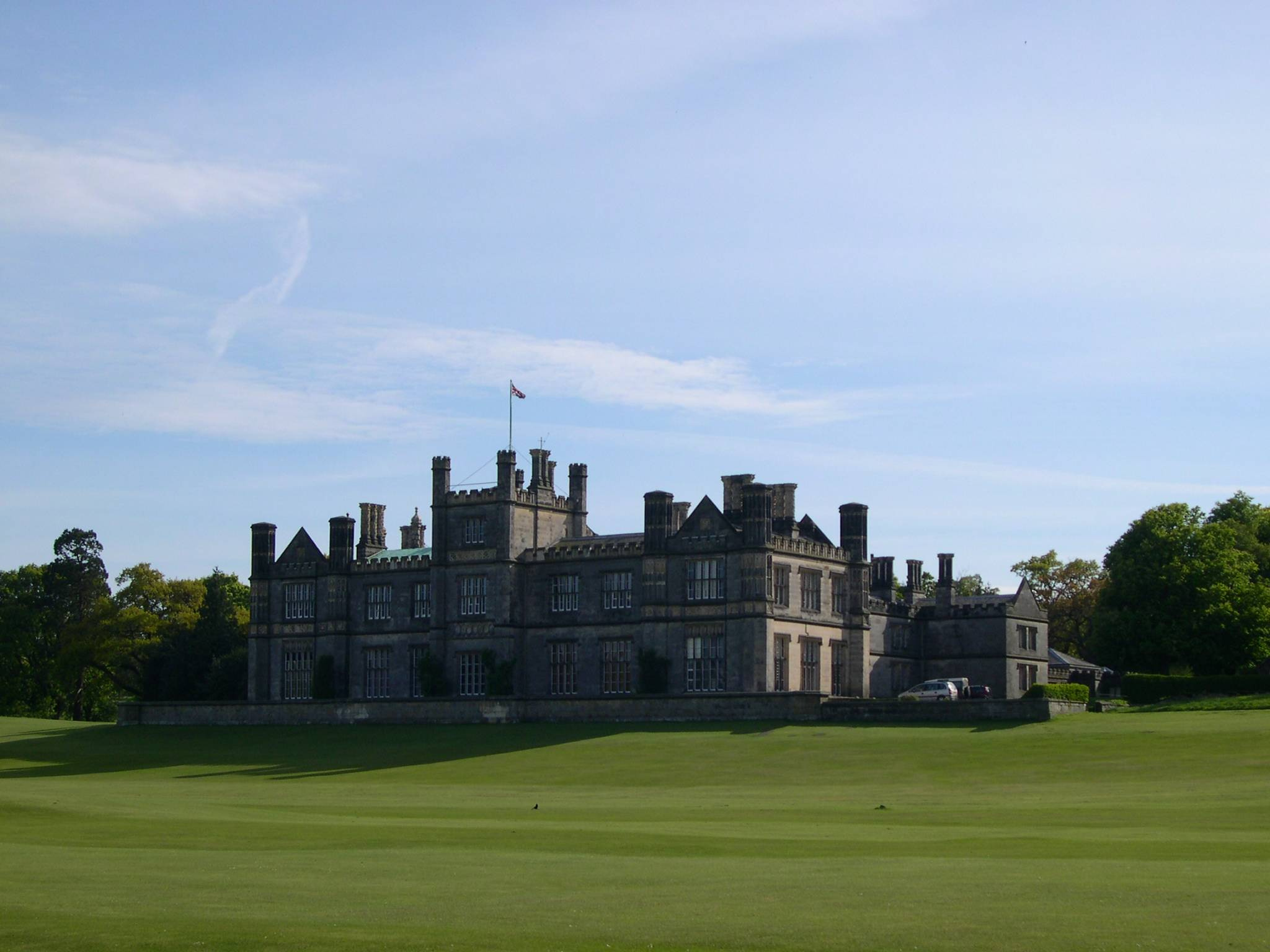
Замок Далмані-Хаус.

Клан Прімроуз (шотл. — Clan Primrose) — один з кланів рівнинної частини Шотландії — Лоулендсу.
Гасло клану: Fide et Fiducia — Віра і довіра (лат.)
Резиденція вождів клану: Замок Далмені-хаус
Вождь клану: Його високоповажність Ніл (Нейл) Прімроуз — граф Роузбері та Мідлотіану

## Історія клану Прімроуз

### Походження клану Прімроуз
Походження назви клану Прімроуз територіальне — назва походить від назви земель Прімроуз, що в приході Дунфермлайн в рівнинній Шотландії. Є версія, що назва походить від давніх слів мови бритів — Пренн Рос (брит. — Prenn Rhos) — дерево торфовища. Пізніше мова бритів зникла з Шотландії і вираз перетворився в слово «Прімроуз».
Клан Прімроуз здавна був сильним кланом в Файфі. Відомо, що в XV столітті клан володів землями в районі абатства Калросс. Один з відомих вождів клану того часу — Генрі Прімроуз народився до 1490 року, мав чотирьох синів і одну доньку.

### XVII століття— громадянська війна на Британських островах
Онук Генрі Прімроуза — Гілберт Прімроуз був одним з лідерів протестантської церкви в Бордо, потім представником французької протестантської церкви в Лондоні. Він був призначений капеланом короля Шотландії Джеймса VI, а потім був капеланом короля Англії та Шотландії Карла І. У 1628 році він став деканом Віндзора. Інший онук Генрі Прімроуза — Джеймс Прімроуз був клерком Таємної Ради Шотландії.
Джеймс Прімроуз помер у 1641 році, і його на посаді клерка Таємної Ради Шотландії замінив його син — Арчібальд Прімроуз, що під час громадянської війни підтримав роялістів та їх лідера Джеймса Грема — І маркіза Монтроз. Він приєднався до армії Монтроза після його перемоги в битві під Кілсіт. Арчібальд Прімроуз був лейтенантом армії короля, брав участь у битві під Філіфау, де він потрапив у полон. Він був засуджений і був визнаний винним у «державній зраді», отримав смертний вирок, але життя йому врятував випадок: роялісти були остаточно розбиті і королю було наказано розпустити армію і покинути королівство. Прімроуз був звільнений і був посвячений у лицарі королем.
У 1648 році Арчібальд Прімроуз приєднався до змовників, метою яких було врятувати короля Карла І. Операція була провалена і Карл І втратив голову на ешафоті. Арчібальд Прімроуз врятувався і приєднався до майбутнього короля Карла II, брав участь у його поході на Англію у 1651 році, брав участь у битві під Вустер. Король Карл II дарував йому титул баронета. Армія короля знову була розбита, король Карл II подався у вигнання, а разом з ним і Арчібальд Прімроуз. Його маєтки та землі були конфісковані Олівером Кромвелем.
Після реставрації монархії у 1660 році маєтки і землі були йому повернені. Арчібальд Прімроуз отримав посаду клерка Верховного суду, титул лорда Шотландії. Він став називатися лорд Каррінгтон. Він активно виступав проти політики герцога Лодердейла. Арчібальд Прімроуз подав у відставку. У 1678—1678 роках він був генеральним лорд-суддею Шотландії. Пізніше він придбав баронства Барнбугл та Далмені, що лишилися у володіннях клану Прімроуз до сьогодні.

### XVIII століття
Посаду Генерального лорд-судді Шотландії успадкував син Арчібальда — сер Вільям Прімроуз. Сер Джеймс Прімроуз Каррінгтон був обраний комісаром парламенту в Единбурзі в 1703 році. У листопаді того ж року він отримав титул пера як віконт Прімроуз.
II віконт Прімроуз помер неодруженим у 1706 році, його брат Х'ю — ІІІ віконт Прімроуз успадкував його титули. Арчібальд Прімроуз, що народився у 1664 році — єдиний син від другого шлюбу сера Арчібальда Прімроуза — Генерального лорда-судді, успадкував маєток Далмені. Він отримав посаду камер-юнкера при дворі короля Вільгельма Оранського. У 1695—1700 роках Арчібальд Прімроуз був комісаром парламенті в Единбурзі. Він отримав титули віконта Роузбері, лорда Прімроуз та Далмені. За часів правління королеви Анни він отримав титул графа. Він був таємним радником королеви і був призначений уповноваженим щодо укладання договору про союз між Англією та Шотландією. Він був одним з 16 лордів, що представляли Шотландію в палаті лордів Великої Британії.
Сер Арчібальд Прімроуз підтримав повстання якобітів у 1745 році, був засуджений, визнаний винним у «державній зраді» і отримав смертний вирок і був страчений у 1746 році.
III граф Прімроуз був пером Великої Британії, був нагороджений Орденом Будяка у 1771 році.

### XIX століття
Арчібальд Джон Прімроуз — IV граф Роузбері був депутатом парламенту від Хелстона, а потім від Карлайла, отримав титул барона Великої Британії, титул лорд Роузбері в 1828 році. У 1840 році він став кавалером Ордену Будяка. У 1843 році він був призначений лорд-лейтенантом Лінлітговширу.

## Замки клану Прімроуз
Резиденцією вождя клану Прімроуз досі лишається замок Далмен-Хаус у Західному Лотіані біля Ферт-оф-Форт.